# Хасаншин, Данил Давлетшинович
Данил Давлетшинович Хасаншин (род. 22 августа 1937 года) — композитор. Заслуженный деятель искусств Башкирской АССР (1989). Член Союза композиторов (1973).

## Биография
Данил Давлетшинович Хасаншин родился 22 августа 1937 года в д. Сюльтино Илишевского района в семье колхозника. Детство пришлось на военные годы.
После окончания десятилетней школы и курсов трактористов в с. Верхнеяркеево, работал в родном колхозе, служил в армии. С детства и в армии играл на баяне.
В 1965 году окончил Уфимское музыкально-педагогическое училище, работал преподавателем музыки. В 1967—1972 годах учился в Казанской государственной консерватории. В 1980 году окончил ассистентуру — стажировку.
Как композитор, Данил Хасаншин в своих произведениях придерживается патриотической темы.
Сын Д. Д. Хасаншина, Азамат Хасаншин, доцент кафедры эстрадно-джазового исполнительства и звукорежиссуры Уфимской государственной академии искусств им. Загира Исмагилова.
Впервые ввел курай в качестве солирующего инструмента для симфонического оркестра.

## Сочинения
Хасаншин Д. Д. — автор большого количества музыкальных произведений разных жанров.
Шесть симфоний, опера «Великий рядовой», балет «Свадьба», многочисленные симфонические, хоровые, камерно-инструментальные и камерно-вокальные сочинения.
Кантата «Фронтовые песни» на стихи поэтов-фронтовиков.
Концерт для оркестра «Айтыш». Оратория «Сцены из народной жизни»
Цикл концертов-симфоний для скрипки и симфонического оркестра в жанре «Концерт-азан» (Концерт-призыв).

## Награды и звания
Заслуженный деятель искусств БАССР (1989)